# PIP4P2
PIP4P2 (англ. Phosphatidylinositol-4,5-bisphosphate 4-phosphatase 2) – білок, який кодується однойменним геном, розташованим у людей на 8-й хромосомі. Довжина поліпептидного ланцюга білка становить 257 амінокислот, а молекулярна маса — 28 081.
| 10         |  | 20         |  | 30         |  | 40         |  | 50         |
| ---------- |  | ---------- |  | ---------- |  | ---------- |  | ---------- |
| MAADGVDERS |  | PLLSASHSGN |  | VTPTAPPYLQ |  | ESSPRAELPP |  | PYTAIASPDA |
| SGIPVINCRV |  | CQSLINLDGK |  | LHQHVVKCTV |  | CNEATPIKNP |  | PTGKKYVRCP |
| CNCLLICKDT |  | SRRIGCPRPN |  | CRRIINLGPV |  | MLISEEQPAQ |  | PALPIQPEGT |
| RVVCGHCGNT |  | FLWMELRFNT |  | LAKCPHCKKI |  | SSVGSALPRR |  | RCCAYITIGM |
| ICIFIGVGLT |  | VGTPDFARRF |  | RATYVSWAIA |  | YLLGLICLIR |  | ACYWGAIRVS |
| YPEHSFA    |  |            |  |            |  |            |  |            |

A: Аланін

C: Цистеїн

D: Аспарагінова кислота

E: Глутамінова кислота

F: Фенілаланін

G: Гліцин

H: Гістидин

I: Ізолейцин

K: Лізин

L: Лейцин

M: Метіонін

N: Аспарагін

P: Пролін

Q: Глутамін

R: Аргінін

S: Серин

T: Треонін

V: Валін

W: Триптофан

Кодований геном білок за функціями належить до гідролаз, фосфопротеїнів. 
Локалізований у мембрані, лізосомі, ендосомах.